# Krýsuvík
Ne doit pas être confondu avec Seltún.
Krýsuvík est une région naturelle et un système volcanique d'Islande qui fait partie de la ceinture volcanique de Reykjanes.

## Toponymie
Krýsuvík est un toponyme en islandais qui signifie littéralement « la baie de Krýsa », en référence à une sorcière d'un conte islandais. Le toponyme désignait initialement des fermes et leurs terres exploitées dont la localisation a bougé au gré des éruptions volcaniques au début du second millénaire ; les fermes actuelles sont situées à côté des Gestsstaðavatn et Grænavatn, au sud de Seltún,. Au fil du temps, le toponyme a fini par désigner d'une manière plus large la région naturelle environnante couvrant la vallée descendant du Kleifarvatn vers l'océan Atlantique au sud puis de s'étendre par métonymie à l'ensemble du massif volcanique.
Le toponyme est aussi orthographié Krísuvík et le volcan est aussi connu par les volcanologues sous le nom de Trölladyngjukerfið, littéralement en français « le système (volcanique) du Krýsuvík-Trölladyngja » du nom d'un volcan du système. Par métonymie, Krýsuvík est parfois appelé Seltún, notamment par les guides touristiques, du nom d'une solfatare située au nord des fermes ; cette substitution ou inversion toponymique se retrouve dans d'autres lieux d'Islande comme Námafjall/Hverarönd ou encore Geysir/Strokkur.

## Géographie

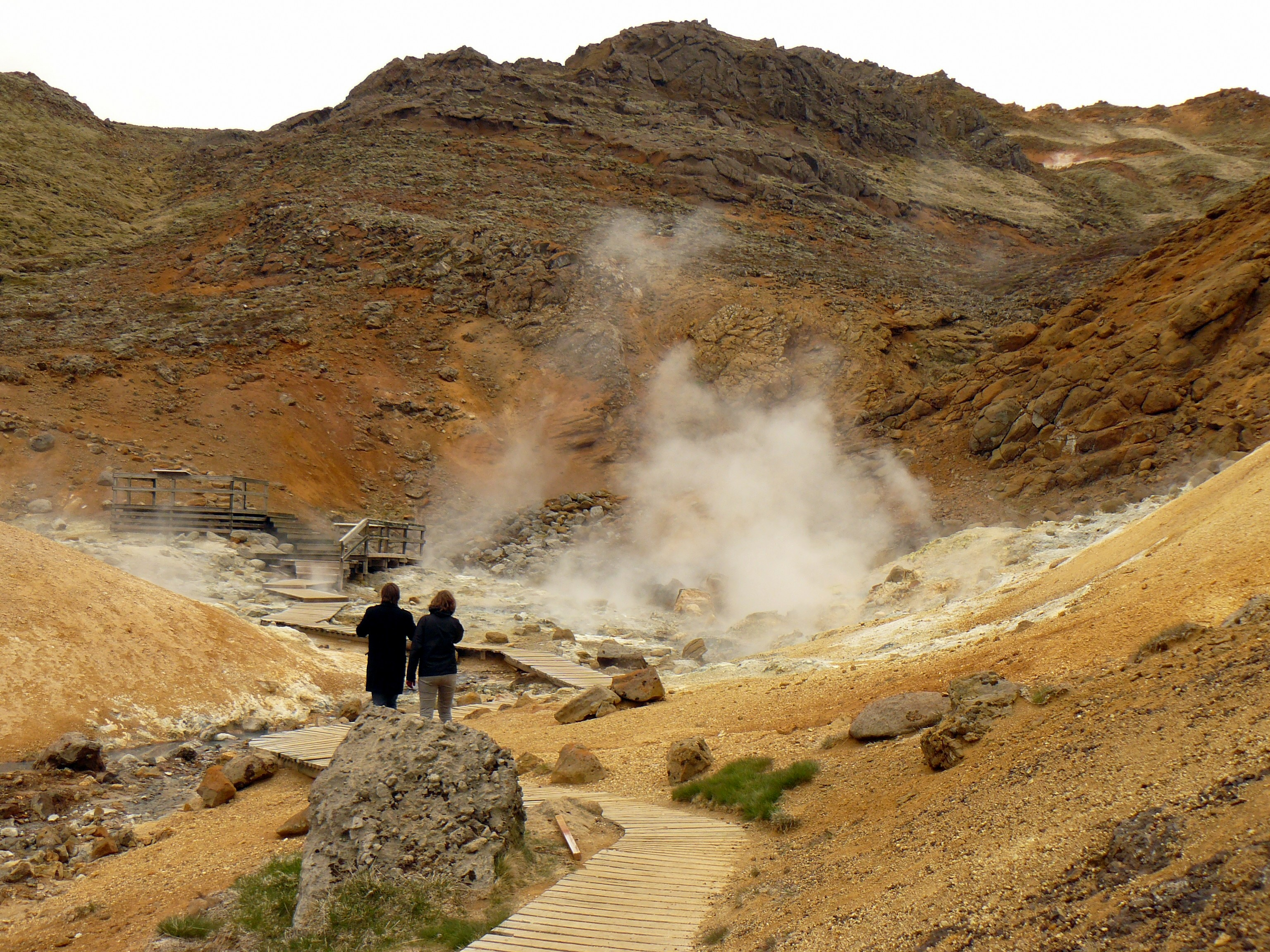
Les solfatares de Seltún.

Le système volcanique de Krýsuvík se présente sous la forme de fissures volcaniques, d'alignements de cratères et de petits volcans boucliers étirés selon un axe nord-est-sud-ouest sur 55 kilomètres de longueur pour 13 kilomètres de largeur, soit une superficie de 300 km2, au sud de Reykjavik,. La partie centrale du volcan est déprimée en un graben ouvert sur l'océan Atlantique au sud et au fond duquel se sont formés plusieurs lacs dont le plus grand, le Kleifarvatn. C'est sur le rebord occidental de ce graben que se trouve la solfatare de Seltún. L'ensemble du massif culmine au volcan bouclier de Grænadyngja à 393 mètres d'altitude,.
D'un point de vue administratif, le volcan se trouve dans la municipalité de Grindavíkurbær de la région de Suðurnes à l'exception de la vallée centrale, la région naturelle de Krýsuvík stricto sensu, qui se trouve elle dans la municipalité de Hafnarfjörður de la région de Höfuðborgarsvæðið, formant ainsi une exclave.
Des sentiers touristiques et de trekking traversent la région qui est protégée au sein du Reykjanesfólkvangur.

## Géologie
Le système volcanique ne possède pas de volcan central. Au moins dix éruptions se sont produites dans les 8 000 dernières années. Les épisodes ont pu durer plusieurs années. Le dernier s'est produit à la Fagradalsfjall à partir du 19 mars 2021. Il est permis de penser que le volcan qui s'est créé ait son propre système volcanique, mais l'Université d'Islande considère en 2022 que les fissures sont constitutives d'un faisceau secondaire du système de Krýsuvík.
L'activité du système, qui a laissé des alignements de cratères, des maars et des fissures volcaniques dans le paysage, est aussi représentée par la solfatare de Seltún, site aménagé au bord de la route 42 qui traverse la région.

## Histoire

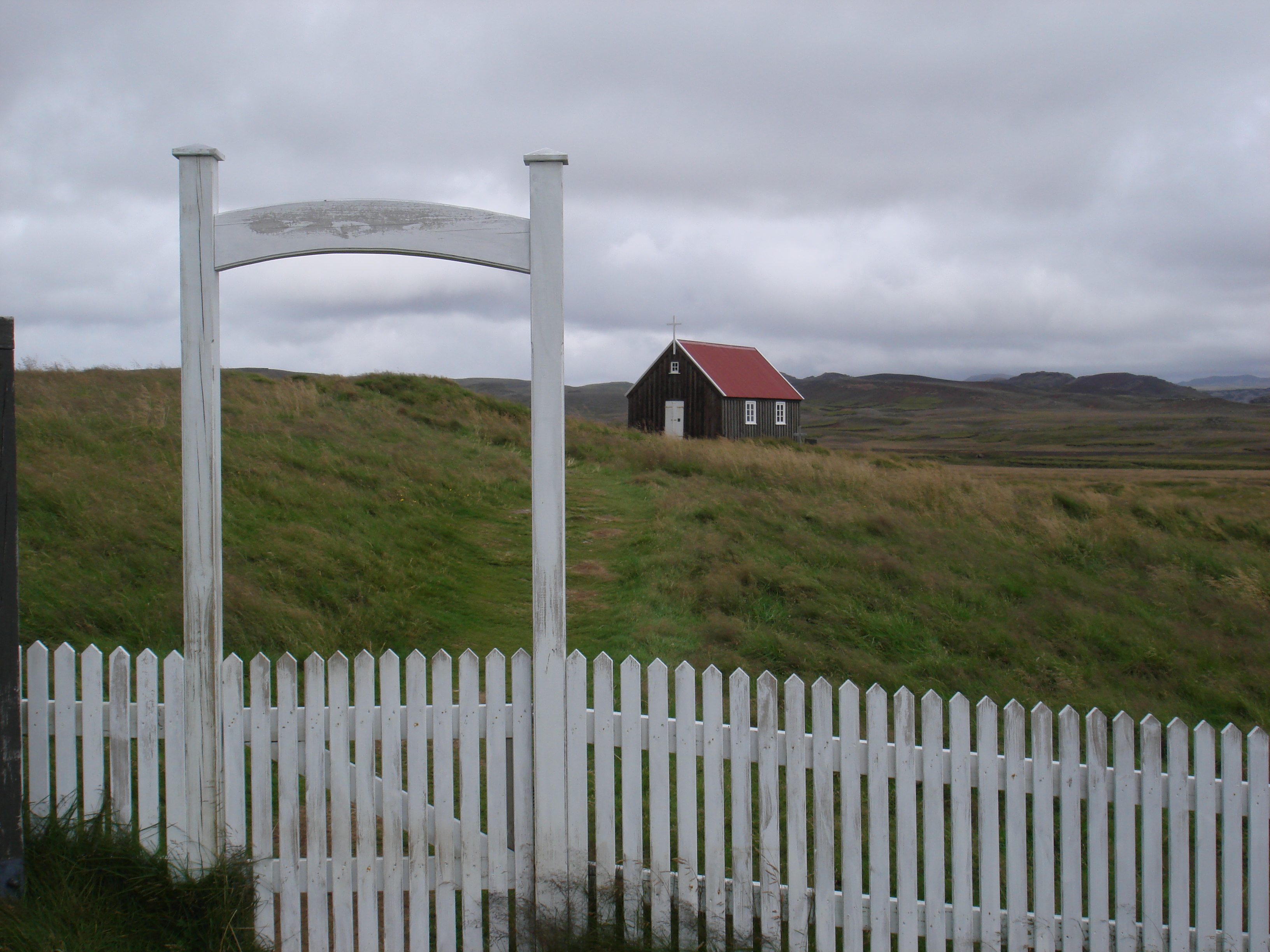
Église à Krýsuvík.

Dans les environs de Krýsuvík, se trouvaient quelques fermes autrefois en activité et désormais abandonnées. Une ancienne église y était toujours entretenue, mais elle a été détruite par un incendie en 2010 puis reconstruite.
Après un tremblement de terre en 2000, le Kleifarvatn se vide partiellement de son eau ; sa superficie a diminué depuis[Quand ?] de 20 % environ. Quelques lacs plus petits dans les environs témoignent aussi de la présence du volcanisme par leur couleur bleue en raison de leur eau riche en silice.